# Liste de jeux Stargate
 (juin 2021).
La mise en forme du texte ne suit pas les recommandations de Wikipédia : il faut le « wikifier ».
Les points d'amélioration suivants sont les cas les plus fréquents. Le détail des points à revoir est peut-être précisé sur la page de discussion.
- Les titres sont pré-formatés par le logiciel. Ils ne sont ni en capitales, ni en gras.
- Le texte ne doit pas être écrit en capitales (les noms de famille non plus), ni en gras, ni en italique, ni en « petit »…
- Le gras n'est utilisé que pour surligner le titre de l'article dans l'introduction, une seule fois.
- L'italique est rarement utilisé : mots en langue étrangère, titres d'œuvres, noms de bateaux, etc.
- Les citations ne sont pas en italique mais en corps de texte normal. Elles sont entourées par des guillemets français : « et ».
- Les listes à puces sont à éviter, des paragraphes rédigés étant largement préférés. Les tableaux sont à réserver à la présentation de données structurées (résultats, etc.).
- Les appels de note de bas de page (petits chiffres en exposant, introduits par l'outil «  Source ») sont à placer entre la fin de phrase et le point final[comme ça].
- Les liens internes (vers d'autres articles de Wikipédia) sont à choisir avec parcimonie. Créez des liens vers des articles approfondissant le sujet. Les termes génériques sans rapport avec le sujet sont à éviter, ainsi que les répétitions de liens vers un même terme.
- Les liens externes sont à placer uniquement dans une section « Liens externes », à la fin de l'article. Ces liens sont à choisir avec parcimonie suivant les règles définies. Si un lien sert de source à l'article, son insertion dans le texte est à faire par les notes de bas de page.
- La présentation des références doit suivre les conventions bibliographiques. Il est recommandé d'utiliser les modèles {{Ouvrage}}, {{Chapitre}}, {{Article}}, {{Lien web}} et/ou {{Bibliographie}}. Le mode d'édition visuel peut mettre en forme automatiquement les références.
- Insérer une infobox (cadre d'informations à droite) n'est pas obligatoire pour parachever la mise en page.

Pour une aide détaillée, merci de consulter Aide:Wikification.
Si vous pensez que ces points ont été résolus, vous pouvez retirer ce bandeau et améliorer la mise en forme d'un autre article.
 (juin 2021).
Les jeux Stargate sont inspirés de la franchise Stargate, qui a commencé avec le film de 1994, Stargate réalisé par Roland Emmerich.
Les jeux de cet article ne sont pas liés au jeu d'arcade de 1981 Stargate de Williams Electronics.

## Jeux

### Attraction Stargate
Stargate SG-3000 (en abrégé SG-3000 ) est une attraction de type cinéma dynamique basé sur la série télévisée à succès MGM Stargate SG-1 qui a fait ses débuts au Space Center de Brême, en Allemagne, en décembre 2003. Le film de cette attraction a été réalisé par la société Attraction Media & Entertainment. Cette attraction a été reproduite dans trois parcs d'attraction aux États-Unis : au Kentucky Kingdom (parc fermé en 2010), au Six Flags Great America (attraction proposé jusqu'en 2010) et au Six Flags Discovery Kingdom.

### FlipperStargate
Stargate est un jeu de flipper de 1995, conçu par Ray Tanzer et Jon Norris et publié par Gottlieb. Le jeu est basé sur le film Stargate, et non sur la série télévisée Stargate SG-1. Il dispose de nombreux modes, dont plusieurs modes multi-balles.
Une "pyramide" est la caractéristique principale de ce jeu. Elle a le dessus qui s'ouvre en montant et en s'abaissant. Un vaisseau "Glidercraft" sort de la pyramide lorsque celle-ci s'ouvre. Le "Glidercraft" zigzaguera de gauche à droite, devant la pyramide, avec environ 90 degrés de mouvement horizontal.
Ce jeu propose également deux cibles "Horus". Ce sont essentiellement l'inverse des cibles tombantes : ce sont des cibles qui, plutôt que de tomber sur le terrain de jeu lorsqu'elles sont touchées, s'élèvent dans les airs. Chaque cible est attachée à une grande structure « Horus », elle-même attachée à un pivot qui peut monter et descendre. Ces structures d'Horus tombent pour empêcher le joueur d'atteindre deux coups clés. Le jeu les soulève occasionnellement, permettant au joueur d'effectuer temporairement les tirs. Une partie du développement impliquait que l'acteur James Spader enregistre les voix de Daniel Jackson.

### Jeu de cartes à collectionnerStargate
Stargate Trading Card Game (en abrégé Stargate TCG ) est un jeu de cartes à collectionner basé sur la série Stargate. Il est sorti en format de carte en ligne et physique en avril 2007. Les trois sets publiés étaient basés sur Stargate SG-1. Stargate TCG est conçu par Sony Online Entertainment et publié par Comic Images.
Stargate TCG attire les joueurs dans l'univers de Stargate alors qu'ils rassemblent leurs personnages préférés pour former une équipe et les envoient à travers la porte pour accomplir des missions. Le nouveau gameplay permet aux personnages "d'apprendre" de leurs réalisations et de leurs erreurs pour augmenter leurs capacités. Il existe trois manières différentes de gagner : gagner des points d'expérience, collecter des glyphes ou vaincre des adversaires. En accomplissant des missions, les joueurs peuvent jouer des glyphes sur leurs personnages qui débloquent des capacités qui pourraient les aider à gagner la partie.
La version en ligne du jeu a depuis été abandonnée. Il était identique au jeu standard et contenait les mêmes cartes. Cependant, étant en ligne, il a donné aux joueurs l'avantage d'un groupe d'adversaires plus diversifié contre lequel jouer à toute heure du jour ou de la nuit. En outre, il comprenait un constructeur de deck en ligne et un système de gestion de collection, facilitant la gestion des collections physiques et virtuelles. Il y avait aussi des tournois en ligne avec des récompenses comme des cartes gratuites et une augmentation du classement des joueurs dans les classements mondiaux. Il y avait à un moment donné un programme de rachat connu sous le nom de "Through the Gate". Cela a permis aux joueurs de collecter l'ensemble complet des cartes numériques, puis de les échanger en ligne contre des cartes physiques. Le jeu en ligne a été mis en ligne le 27 avril 2007.
Le premier jeu de cartes contient 292 cartes. Les decks de démarrage comprennent Jack O'Neill, Daniel Jackson, Samantha Carter et Teal'c, et sont entièrement jouables, chacun contenant soixante cartes dont quatre cartes de personnage d'équipe basées sur les héros de la série. Les boosters contiennent chacun onze cartes supplémentaires, y compris des personnages, des ennemis, des missions, des armes et d'autres équipements, ainsi que des obstacles que les joueurs peuvent utiliser pour améliorer leur deck. L'ensemble est composé de 66 cartes rares, 66 cartes peu communes, 100 cartes communes, 6 cartes Ultra-Rare et 54 cartes de démarrage uniquement.
Sorti le 16 août 2007, le deuxième set contient 292 cartes et est basé sur le Conseil des Grands Maîtres Goa'uld. Il se concentre sur l'expansion de l'aspect méchant de Stargate TCG. Les decks de démarrage comprennent Ba'al, Apophis, Osiris et Yu. Ce set introduit une nouvelle fonctionnalité appelée Dominion et étend les traits existants de Stargate SG-1 tels que les Russes, la Tok'ra et le NID. L'ensemble est composé de 66 cartes rares, 66 cartes peu communes, 100 cartes communes, 6 cartes Ultra-Rare et 54 cartes de démarrage uniquement.
Sorti le 9 mai 2008, le troisième set intitulé Rise of the Ori, comprend 240 cartes et introduit les vaisseaux, les jetons de promotion et la capacité de blocage.
Un quatrième set a été annoncé et allait être basé sur la série dérivée, Stargate Atlantis. Cependant, le jeu a été interrompu avant la sortie du quatrième set.

### Jeux de rôleStargate SG-1

#### Stargate SG-1 Adventure Game(1998)
Stargate SG-1 Adventure Game était un jeu de rôle basé sur la série Stargate SG-1. En 1998, West End Games a obtenu une licence pour développer des œuvres dérivées de la série télévisée. Ils ont embauché John Scott Tynes pour développer la propriété pour eux en utilisant le système D6 de WEG. WEG a rencontré des difficultés financières et le projet Stargate SG-1 Adventure Game a été annulé, après que Tynes ait terminé environ les deux tiers du jeu. Tynes s'est vu refuser le paiement de son travail et il a ensuite rendu le jeu incomplet disponible en téléchargement sur son site Web.

#### Stargate SG-1 (jeu de rôle) (2003)
Le jeu de rôle Stargate SG-1 est un jeu de rôle américain sorti en 2003 et inspiré de la série télévisée du même nom, sortie en 2003 par Alderac Entertainment Group. Le système est compatible avec le d20 system et utilise les mécaniques AEG de Spycraft. Le livret de base contient 488 pages en couleurs. Il a été considéré comme canon par les éditeurs et la MGM. La gamme n'est plus soutenue par l'éditeur qui n'a pas vu sa licence renouvelée. 

#### Stargate Roleplaying Game(2021)
Stargate Roleplaying Game est un prochain jeu de rôle basé sur la série télévisée canado-américaine Stargate SG-1. Il est développé par Wyvern Gaming grâce à une collaboration avec la MGM, et devait initialement sortir en 2020  mais a ensuite été reporté à une date de sortie en 2021, commençant par un Kickstarter en octobre 2020. Le jeu est basé sur la licence Open Game de Dungeons & Dragons 5e édition.

## Jeux vidéo

### Stargate(1994)
Le premier jeu vidéo Stargate, tiré du film du même nom, était un jeu de réflexion de type Tetris sorti sur Nintendo Game Boy en 1994 et Sega Game Gear en 1995. Il a été développé par Probe Entertainment et publié par Acclaim Entertainment.

### Stargate(1995)
Simplement intitulé Stargate, ce deuxième jeu également tiré du film était un jeu d'action où le joueur contrôlait Jack O'Neil. Ce jeu a été développé par Probe Entertainment et publié par Acclaim Entertainment pour Super Nintendo Entertainment System et Mega Drive en 1995.

### Stargate SG-1: The Alliance
Stargate SG-1: The Alliance, (en abrégé SG-1:TA ), est un jeu annulé basé sur Stargate SG-1. Le développement a été annulé en août 2005.
Le jeu aurait été basé sur la série SG-1; le joueur pouvait sélectionner son personnage pour une mission et remplir les rôles de ce personnage comme on le voit dans l'émission télévisée. Il a été confirmé que la partie Alliance du nom faisait référence à l'Alliance entre Anubis et le nouvel ennemi, Haaken. Les Haaken ne sont jamais apparus dans la série télévisée, il s'agit d'une nouvelle race extraterrestre créée par les concepteurs du jeu. Le jeu était un FPS avec une option pour une vue à la troisième personne, composé d'objectifs à atteindre au cours de différentes missions et niveaux. Étant donné que les développeurs n'ont pas montré beaucoup de gameplay, on ne sait pas exactement comment le jeu était censé se dérouler. Cependant, d'après la vidéo du DVD Stargate Atlantis: Rising, il semble bien suivre le scénario. En 2012, le blog de jeu Past to Present Online a commencé à publier des informations sur le jeu, y compris des vidéos de gameplay révélant le scénario et les mécanismes.
Selon IGN, un "administrateur postant sur le forum officiel du jeu aurait déclaré que le jeu était annulé". Cependant, cela n'a jamais été officiellement confirmé par le développeur, Perception Studios, malgré le licenciement de la majorité de son personnel en janvier 2006.
Après une bataille juridique de deux ans contre JoWood Productions, Perception remporte le combat en décembre 2007 contre JoWood, ces derniers devant admettre qu'ils n'avaient aucun droit sur la franchise Stargate. En réalité, ce sera bien Perception qui détient tous les droits sur le jeu Stargate SG-1: The Alliance et sur toute autre version de celui-ci. Il était prévu que le travail se poursuive d'une manière ou d'une autre sur The Alliance, bien que les parties existantes du jeu déjà créé ne puissent être utilisées. Peter DeLuise a été particulièrement déçu, ayant consacré beaucoup de temps au développement du jeu (bien que principalement la partie audio).

### Stargate Worlds
Stargate Worlds (en abrégé SGW) devait être un jeu de rôle en ligne massivement multijoueur (MMORPG) développé par Cheyenne Mountain Entertainment (CME) (en association avec Metro-Goldwyn-Mayer ) (MGM) et devait être publié par FireSky pour PC Windows. Le jeu était principalement basé sur la série Stargate SG-1. Au début prévu pour la fin de 2008, il a été repoussé d'année en année pour finir par être annulé de fait sans qu'aucune annonce ne soit faite. Une soixantaine de mondes étaient prévus, pour certains totalement inédits par rapport au monde de la série.

### Stargate: Resistance
Stargate : Resistance (en abrégé SGR ) est un jeu de tir en ligne à la troisième personne édité par Firesky et développé par Dark Comet Games, utilisant le moteur Unreal Engine 3 et basé sur la série télévisée Stargate SG-1. 
Ce jeu a été annoncé le 8 décembre 2009 par la Cheyenne Mountain Entertainment qui est aussi chargé du développement du MMORPG : Stargate Worlds.
La sortie mondiale a eu lieu le 10 février 2010, et fu disponible uniquement en anglais via téléchargement. Du contenu supplémentaire et d'autres langues étaient en projet.
Le 16 novembre 2010, le studio a annoncé la fermeture des serveurs pour le 15 janvier 2011. Le jeu a été retiré de la vente moins d'un an après sa sortie, perpétuant la malédiction poursuivant tous les jeux de la licence Stargate.
En décembre 2014, des fans du jeu ont pu mettre en place de nouveaux serveurs de jeu non officiels, permettant aux utilisateurs de jouer au jeu tel qu'il était juste avant la fermeture de janvier 2011.

### Stargate SG-1: Unleashed
Le 6 février 2013, une bande-annonce de Stargate SG-1 : Unleashed est publiée sur IGN. Le jeu est un jeu d'aventure mettant en vedette l'équipe originale SG-1. Il a été développé par Arkalis Interactive sur Android et iOS. L'histoire commence lorsque le Goa'uld Sekhmet est libéré par inadvertance de sa jarre canope et commence à préparer une vengeance contre la Terre. Après que le Jack O'Neill d'une réalité alternative apparaisse au SGC, l'équipe d'origine est envoyée pour découvrir et contrer le sinistre complot de Sekhmet. Le premier épisode est sorti le 14 mars 2013. Le second est sorti le 7 novembre 2013 sur iOS uniquement.[réf. nécessaire]

### Stargate: Timekeepers
Stargate : Timekeepers sera un jeu vidéo de tactique en temps réel pour PC, il a été annoncé le 11 Mai 2021.
Ce jeu est développé par CreativeForge Games et édité par Slitherine Software UK Ltd.
D'après l'éditeur, la sortie du jeu est prévue pour 2022 et le jeu sera similaire à Desperados III ou Shadow Tactics en termes de gameplay,.
Le 14 Décembre 2021, un aperçu du gameplay des deux premières missions du jeu a été révélé lors de l'évènement Home of Wargamers Live+ Winter Edition organisé par l'éditeur du jeu. Il a également été annoncé que la Beta du jeu serait prévue pour le printemps 2022 et la sortie finale pour l'été 2022,,,.
Le 10 Mai 2022, un aperçu de la troisième mission du jeu a été révélé lors de l'évènement Home of Wargamers 2022 organisé par l'éditeur du jeu. Lors de ce même évènement, il est annoncé que la Beta ne serait finalement prévue qu'aux alentours des 25 ans de Stargate SG-1 le 27 Juillet 2022,,.

## Jeu vidéo amateur

### Stargate Network
Stargate Network est un jeu vidéo non officiel de simulation du fonctionnement de la porte des étoiles permettant de voyager et d'explorer diverses planètes et lieux iconiques issues de la franchise Stargate, tel que le Stargate Command (SGC) et Abydos.
En 2021, le studio derrière le projet reçoit un ordre de cessation pour leur utilisation non autorisée de la propriété intellectuelle de la part de la MGM, fraichement rachetée par Amazon. Le jeu cesse d'être développé fin 2022 après 15 ans de travail et le site ferme ses portes peu de temps après.